# Já a robot
Já a robot (v anglickém originále Almost Human) je americký akční sci-fi kriminální televizní seriál. Vysílala jej televize Fox od 17. listopadu 2013 do 3. března 2014. Tvůrcem série byl J. H. Wyman, produkovaly jej společnosti Frequency Films, Bad Robot Productions a Warner Bros. Television. Wyman byl také spolu s Bryanem Burkem a J. J. Abramsem jedním z výkonných producentů. Celkově bylo odvysíláno 13 dílů, další pokračování už nevzniklo. Televize po odvysílání první řady 24. dubna 2014 oznámila ukončení seriálu. Česky pak seriál vysílala premiérově TV Prima na programu Prima Cool od listopadu 2015.

## Děj
Děj seriálu se odehrává v roce 2048, výchozí premisu představují skutečnosti předchozího nekontrolovatelného vývoje vědy a technologií. Ty umožnily zločincům využívat nových metod, což vedlo k prudkému nárůstu zločinnosti o 400 %. Ulice i školy zaplavily drogy a zbraně, distribuované násilnými a anonymními zločineskými organizacemi. Bezpečnostní složky tak musely zavést novou strategii spočívající v povolání androidů bojového typu, kteří doprovázejí lidské policisty.
Na policejní stanici se vrací do služby svérázný detektiv John Kennex, který byl mimo službu kvůli zranění z někdejšího policejního zásahu, při němž přišel o nohu a také část paměti. Snaží se pomocí nelegálních technik rozvzpomenout a zároveň fungovat s novou umělou končetinou. Šéfka oddělení Sandra Maldonado mu přidělí do akce androida typu MX-43, který však Kennexovi nevyhovuje, a tak se ho zbaví. Jako náhradu dostane od technika Rudyho Loma jedince staršího typu DRN-0167, kterému přezdívá „Dorian“. V průběhu každého dílu pak dvojice řeší jeden případ a zároveň se celým seriálem vine Kennexovo rozvzpomínání a přicházení na stopu nebezpečnému zločineckému syndikátu, který ho kdysi násilně vyřadil ze služby.

## Postavy a obsazení
| Karl Urban      | detektiv John Kennex                      |
| Michael Ealy    | policejní android DRN-0167 zvaný „Dorian“ |
| Minka Kellyová  | detektivka Valerie Stahlová               |
| Mackenzie Crook | policejní technik Rudy Lom                |
| Michael Irby    | detektiv Richard Paul                     |
| Lili Taylorová  | policejní kapitánka Sandra Maldonado      |

## Seznam dílů

### První řada (2013–2014)
| Č. v seriálu | Původní název      | Český název         | Režie          | Scénář                          | Premiéra v USA     | Premiéra v ČR |
| ------------ | ------------------ | ------------------- | -------------- | ------------------------------- | ------------------ | ------------- |
| 1            | Pilot              | Hranice lidskosti   | Brad Anderson  | J. H. Wyman                     | 17. listopadu 2013 | vysíláno      |
| 2            | Skin               | Kůže                | Michael Offer  | Cheo Hodari Coker               | 18. listopadu 2013 | vysíláno      |
| 3            | Are You Receiving? | Podle protokolu     | Larry Teng     | Justin Doble                    | 25. listopadu 2013 | vysíláno      |
| 4            | The Bends          | Flám                | Kenneth Fink   | Daniel Grindlinger              | 2. prosince 2013   | vysíláno      |
| 5            | Blood Brothers     | Pokrevní bratři     | Omar Madha     | Cole Maliska                    | 9. prosince 2013   | vysíláno      |
| 6            | Arrhythmia         | Arytmie             | Jeff T. Thomas | Alison Schapker                 | 16. prosince 2013  | vysíláno      |
| 7            | Simon Says         | Svět podle Simona   | Jeannot Szwarc | Alison Schapker                 | 6. ledna 2014      | vysíláno      |
| 8            | You Are Here       | Není úniku          | Sam Hill       | J. H. Wyman a Naren Shankar     | 13. ledna 2014     | vysíláno      |
| 9            | Unbound            | Stvořitel           | Jeffrey Hunt   | Graham Roland                   | 3. února 2014      | vysíláno      |
| 10           | Perception         | Hranice dokonalosti | Mimi Leder     | Sarah Goldfinger                | 10. února 2014     | vysíláno      |
| 11           | Disrupt            | Narušení            | Thomas Yatsko  | Sarah Goldfinger                | 17. února 2014     | vysíláno      |
| 12           | Beholder           | Pozorovatel         | Fred Toye      | Chris Downey a Joe Henderson    | 24. února 2014     | vysíláno      |
| 13           | Straw Man          | Slaměný vrah        | Sam Hill       | Alison Schapker a Graham Roland | 3. března 2014     | vysíláno      |